# Pandanus mossmanicus
Pandanus mossmanicus är en enhjärtbladig växtart som beskrevs av Harold St.John. Pandanus mossmanicus ingår i släktet Pandanus och familjen Pandanaceae. Inga underarter finns listade.